# Beschreibung einiger Nordamericanischen Holz-und Buscharten
Beschreibung einiger Nordamericanischen Holz-und Buscharten (abreviado Beytr. Teut. Forstwiss.) es un libro con ilustraciones y descripciones botánicas que fue escrito por el botánico alemán Friedrich Adam Julius von Wangenheim, destacado taxónomo que realizó numerosas descripciones e identificaciones de especies vegetales del este de Norteamérica; y publicado en Gottingen en el año 1787 con el nombre de Beytrag zur teutschen holzgerechten forstwissenschaft, dieanpflanzung nordamericanischer holzarten mit anwendung auf teutsche forste betreffend. (Descripción de algunos árboles de América del Norte y especies de arbustos). 164 pp. ISBN 978-1-104-79414-9